# Panagiotis Kanellopoulos
Panagiotis Kanellopoulos (græsk: Παναγιώτης Κανελλόπουλος; 13. december 1902 – 11. september 1986) var en græsk forfatter og politiker, der kortvarigt var Grækenlands premierminister i april 1967. Han blev afsat ved den græske militærjuntas militærkup i 1967.